# 廓克蒙查克语
廓克蒙查克语 （Qoqmončaq）是一种由哈萨克语、蒙古语和索伦语混合而成的混合语言。该语言使用于中华人民共和国的新疆维吾尔自治区。至1995年，仅有约200名使用者。